# Cantón de Brezolles
El cantón de Brezolles era una división administrativa francesa, que estaba situada en el departamento de Eure y Loir y la región de Centro-Valle de Loira.

## Composición
El cantón estaba formado por dieciocho comunas:
- Beauche
- Bérou-la-Mulotière
- Brezolles
- Châtaincourt
- Crucey-Villages
- Dampierre-sur-Avre
- Escorpain
- Fessanvilliers-Mattanvilliers
- La Mancelière
- Laons
- Les Châtelets
- Montigny-sur-Avre
- Prudemanche
- Revercourt
- Rueil-la-Gadelière
- Saint-Lubin-de-Cravant
- Saint-Lubin-des-Joncherets
- Saint-Rémy-sur-Avre

## Supresión del cantón de Brezolles
En aplicación del Decreto nº 2014-231 de 24 de febrero de 2014, el cantón de Brezolles fue suprimido el 22 de marzo de 2015 y sus 18 comunas pasaron a formar parte del nuevo cantón de Saint-Lubin-des-Joncherets.